# Thomas Armstrong

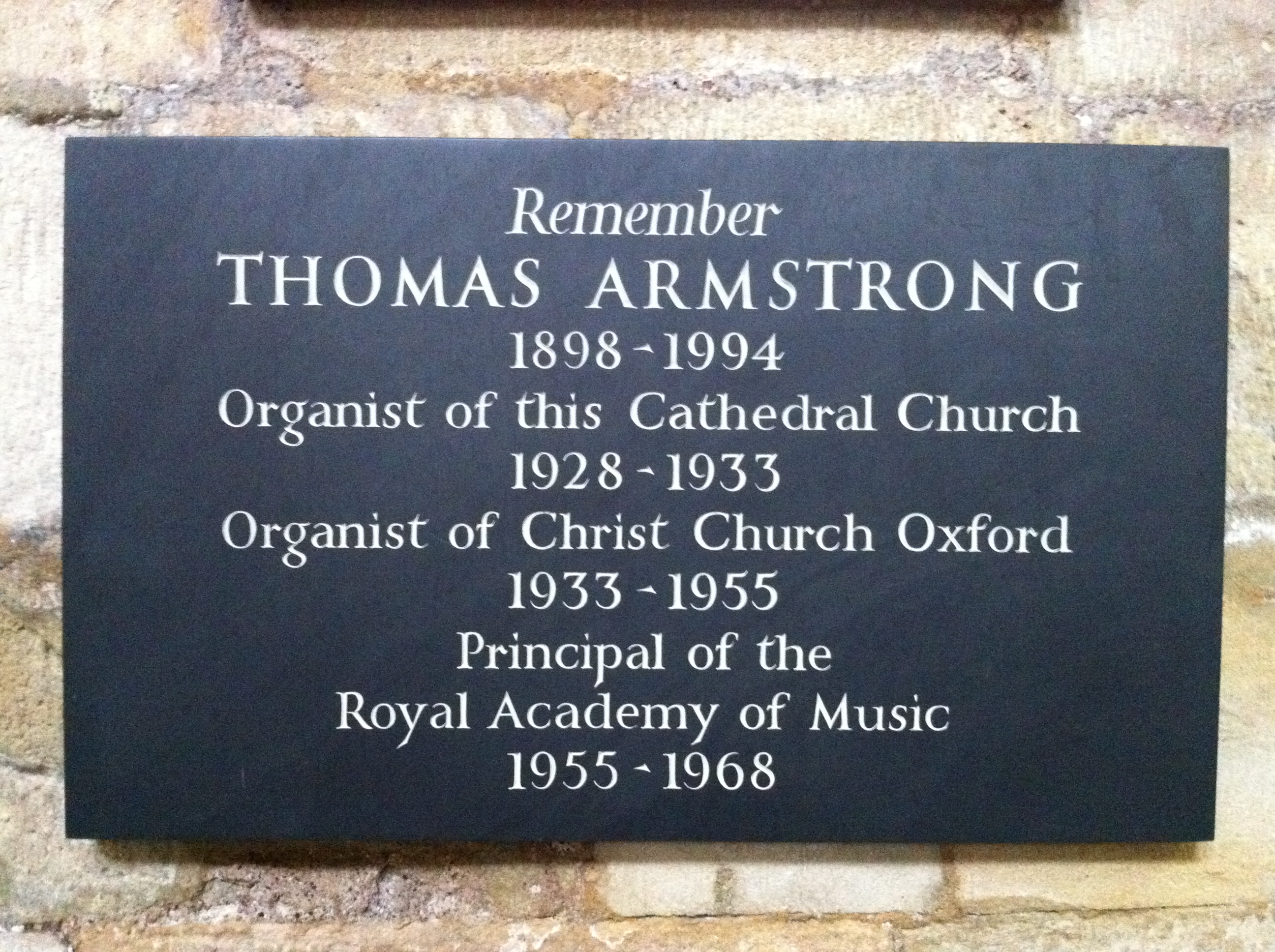
Gedenkplaat voor Thomas Armstrong op de kathedraal van Exeter

Sir Thomas Henry Wait Armstrong (Peterborough, 15 juni 1898 - Olney, 26 juni 1994) was een Brits organist, componist, dirigent, leraar en jurylid. Alhoewel vrij onbekend, had hij door zijn functies binnen de Britse muziekwereld invloed op de ontwikkeling van klassieke muziek op de Britse Eilanden.

## Biografie
Thomas was de zoon van A.E. Armstrong, een muziekleraar, organist van de St. Augustina Kerk te Woodston en dirigent van het plaatselijk orkest en van het plaatselijke operagezelschap. Thomas raakte al snel betrokken bij de muziek als koorknaap bij de “Chapel Royal” in St James's Palace van 1907 tot 1910. Hij zong met dat koor bij de begrafenis van Koning Eduard VII van Engeland in Westminster Abbey in 1910. Daarna bezocht hij van 1911 tot 1915 The King’s School in Peterborough. Voordat hij naar school ging speelde hij elke ochtend op het kerkorgel van Woodston; ondertussen nog steeds lessen krijgend van zijn vader. Na een korte tijd organist geweest te zijn in de Thorney Abbey, werd hij aangesteld als vaste leerling van Haydn Keeton, organist van de kathedraal van Peterborough. Daar kwam hij in contact met studiegenoot Malcolm Sargent, die later een bekend dirigent werd, en koorknaap James Blade, die later percussionist werd. Na dat een jaar te hebben gedaan, werd hij orgelleerling aan het Keble College in Oxford.
Zijn verdere studies werden opgehouden door zijn diensttijd in Frankrijk gedurende de Eerste Wereldoorlog. Na de oorlog rondde hij zijn studie in Oxford af met muziekstudie bij Sir Hugh Allen en orgel bij Dr. Henry Ley. Na in 1922 geslaagd te zijn, aanvaardde hij een baan als assistent-organist van de kathedraal in Manchester, waar hij enige tijd samenwerkte met Hamilton Harty. Het jaar daarop werd hij al aangesteld als organist van St Peter’s, Eaton Square in Londen. Hij heeft toen zijn studie voortgezet aan de Royal Academy of Music, dit keer bij Gustav Holst en Ralph Vaughan Williams. Om geld te verdienen speelde Armstrong als pianobegeleider van films in bioscopen, waar hij leerde improviseren. Van 1928 tot 1933 was hij Director of Music aan het University College of the South-West en organist van de kathedraal van Exeter. Vanaf 1933 was hij terug in Oxford, nu als organist van Christ Church Cathedral. Armstrong verdiepte zich in het muzikale leven in de stad door les te geven, examens af te nemen en het Oxford Bach Koor met bijbehorend orkest te dirigeren. In 1955 bereikte zijn carrière het hoogtepunt, toen hij aangesteld werd als rector van de Royal Academy of Music (1955-1968). Na 13 jaar ging hij ook in die functie met pensioen. Daarna heeft hij nog talloze functies bekleed in de Britse wereld van de klassieke muziek.
In 1958 werd Armstrong geridderd.
Armstrong was een geboren onderwijzer in de muziek. Hij werd daarom algemeen geprezen. Zijn invloed op de Britse klassieke muziek is groot, doch dat werd pas na zijn dood erkend. Veel leerlingen hebben hem voor de klas zien staan en vonden hem een inspirerende dirigent en zeer bekwaam organist. Zelfs op late leeftijd bleef hij jureren bij muziekexamens en –festivals.

## Componist
Minder bekend zijn zijn kwaliteiten als componist. Door alle functies die hij bekleed heeft op muziekgebied en als organist kwam hij met talloze stromingen in aanraking. Uiteraard ging zijn voorliefde uit naar kerk- en orgelmuziek. Daarnaast componeerde hij ook een aantal instrumentale werken. In zijn composities probeerde Armstrong de kerkmuziek samen te voegen in de nieuwe traditie van Britse klassieke muziek als gecomponeerd door Edward Elgar, Frederick Delius en al eerder genoemde Vaughan Williams, maar ook Hubert Parry had invloed op hem.

## Privé
In 1926 trouwde Armstrong met Hester Draper; zij zijn 52 jaar lang getrouwd geweest en hadden drie kinderen. 

## Oeuvre (Selectief)
- A Passer-by (rapsodie voor bariton, koor en orkest);
- Sinfonietta voor klein orkest;
- Fantasie Quintet;
- Never Weather-beaten Sail (lied);
- She is not Fair to Outward View (lied);
- A Mortal Folk (lied);
- New Year Carol (lied);
- Sweet Day (lied);
- With Margerain Gentle (lied);
- Friends Departed.

## Bron
- Thomas Armstrong: A celebration by his friends compiled by Rosemary Rapaport; Thames Publishing, London 1998; ISBN 0-903413-78-7
- The New Groves Dictionary of Music & Musicians edited Stanley Sadie 1980; ISBN 1-56159-174-2
- Toelichtingen bij opnamen op Chandos Records.

- Bibliothèque nationale de France: cb16588325m (data)
- Gemeinsame Normdatei: 121949206
- International Standard Name Identifier: 0000 0000 8194 9226
- Library of Congress Control Number: n84162525
- Nationale Bibliotheek van Letland: 000088615
- MusicBrainz: 1eb5ab53-a9ee-4a71-8a71-d54c0fbfd094
- Nationale bibliotheek van Australië: 36012990
- Istituto Centrale per il Catalogo Unico: UBOV576920
- SNAC: w6q81cj6
- Système universitaire de documentation: 067018416
- Virtual International Authority File: 117813334